# Kalastonlampi
Kalastonlampi är en sjö i kommunen Kuhmo i landskapet Kajanaland i Finland. Den är 5,6 meter djup. Arean är 48 hektar och strandlinjen är 3,87 kilometer lång. Sjön  ingår i Uleälvens huvudavrinningsområde.   Den ligger omkring 110 kilometer öster om Kajana och omkring 530 kilometer nordöst om Helsingfors. 